# Marthe d'Armagnac
Marthe d'Armagnac (après le 18 février 1347 - 23 octobre 1378) est la plus jeune enfant de Jean Ier d'Armagnac et de sa seconde épouse Béatrice de Clermont. Elle est la première épouse de Jean Ier d'Aragon, mais n'est jamais devenue reine d'Aragon, étant morte avant l'accession au trône de son mari.

## Jeunesse et famille
Marthe est la plus jeune de trois enfants : son frère aîné est Jean II d'Armagnac, qui succède à leur père, et sa sœur est Jeanne d'Armagnac, épouse de Jean de Berry et mère, entre autres, de Marie, duchesse d'Auvergne.
Ses grands-parents maternels sont Jean de Clermont et Jeanne de Dargies. Jean est le fils de Robert, comte de Clermont et de Béatrice de Bourgogne, dame de Bourbon. Robert est lui-même le fils de Louis IX de France et de Marguerite de Provence.
Ses grands-parents paternels sont Bernard VI d'Armagnac et Cécile de Rodez.
Marthe n'est pas nommée dans le domini Johannis comitis Armaniaci qui énumère les noms des personnes de sa famille, elle doit donc être née après sa création le 18 février 1347.

## Mariage
Marthe est envisagée comme épouse pour Pierre II d'Alençon en 1370, mais il épouse en 1371 Marie Chamaillard.
Au cours de ces années, Pierre IV d'Aragon cherche une alliance avec Philippe VI de France pour empêcher une nouvelle guerre avec la Castille. En 1370, il négocie un mariage pour son héritier Jean, duc de Gérone avec Jeanne de France, la fille de Philippe VI, mais le projet échoue lorsque la princesse meurt sur la route vers Barcelone en 1371. De plus, Henri II de Castille devient un allié nécessaire à Charles V de France, comme en témoigne le triomphe de son armée contre les Anglais à la bataille de La Rochelle en juin 1372.
Dans ce contexte, le père de Marthe, un des grands seigneurs féodaux d'Occitanie et vassal du roi de France, apparaît aux yeux de Pierre IV d'Aragon comme une assurance contre la menace castillane, bien qu'ils aient été ennemis pendant la guerre des Deux Pierre. Le comte d'Armagnac souhaite quant à lui renforcer sa position en Occitanie et en France et se faire un allié face à ses rivaux les comtes de Foix. Les négociations pour le mariage de Marthe avec Jean d'Aragon commencent à l'été 1372 et le contrat de mariage est signé le 27 mars 1373. La dot s'élève au montant astronomique de 150 000 livres. Marthe est reçue avec une grande solennité à la frontière par Martin, le frère cadet de Jean.
Jean et Marthe sont mariés le 24 juin 1373 à Barcelone. Elle est la première à être titrée duchesse de Gérone et comtesse de Cervera.
Le caractère calme et conciliant de Marthe lui a garanti de bonnes relations avec sa nouvelle famille et son nouveau pays, et elle avait une influence modératrice sur Jean, qui avait un caractère tout à fait opposé. Marthe s'entendait bien avec son beau-père qui la traitait avec beaucoup d'affection, et en général avec tous les membres de la famille royale. Sa belle-mère Éléonore de Sicile la traitait comme sa propre fille. À la mort d'Eléonore, le roi Pierre s'est remarié avec Sibylle de Fortià, ce qui a causé un grand scandale. Cependant, Marthe et Sibylle entretiennent des relations cordiales, alors que Jean est défiant envers sa belle-mère.

### Descendance
Jean et Marthe ont eu cinq enfants en seulement cinq années de mariage :
- Jacques d'Aragon (24 juin 1374-1374) ;
- Jeanne d'Aragon (octobre 1375 - septembre 1407), mariée le 4 juin 1392 avec Mathieu de Foix-Castelbon. Ensemble, ils ont revendiqué sans succès le trône d'Aragon après la mort de son père. Mathieu de Foix a envahi les territoires aragonais, mais a été repoussé par le nouveau roi Martin. Jeanne est morte peu après, sans enfant ;
- Jean d'Aragon (juillet 1376) ;
- Alphonse d'Aragon (né et mort en 1377) ;
- Éléonore d'Aragon (née et morte en 1378).

De leurs cinq enfants, seule Jeanne a vécu jusqu'à l'âge adulte mais elle n'a eu pas d'enfants, et la lignée de Marthe s'est donc éteinte en 1407 à la mort de sa fille.

## Mort et postérité
Marthe meurt à Saragosse le 13 juillet 1378, probablement des suites de l'accouchement de sa fille Éléonore, elle-même morte peu de temps après sa naissance. Elle est morte neuf ans avant que son mari ne devienne roi d'Aragon.
Après sa mort, son époux se remarie avec Yolande de Bar avec qui il a de nombreux enfants, mais comme avec Marthe, un seul des enfants de Yolande parvient à atteindre l'âge adulte, sa fille Yolande d'Aragon.